# 여인숙 (1959년 영화)
"여인숙"은 1959년 공개된 대한민국의 영화이다.

## 배역
- 김진규
- 엄앵란
- 최무룡
- 김지미
- 도금봉